# Thomas Sergeant Hall
Thomas Sergeant Hall (* 23. Dezember 1858 in Geelong, Britische Kolonien; † 21. Dezember 1915 in Camberwell (Victoria), Boroondara City, Australien) war ein australischer Geologe, Paläontologe und Zoologe.

## Leben
Hall studierte an der University of Melbourne mit dem Bachelor-Abschluss in Naturwissenschaften 1886. Unter anderem studierte er unter Frederick McCoy Paläontologie. Danach arbeitete er kurz als Lehrer, bevor er sein Studium der Biologie bei Walter Baldwin Spencer fortsetzte. 1890 bis 1893 war er Direktor der Bergbauschule in Castlemaine (Victoria), bevor er Lecturer in Zoologie an der Universität Melbourne wurde, was er bis zu seinem Tod an Nierenentzündung blieb.
Er schrieb ein populärwissenschaftliches Buch über die Geologie der Umgebung von Melbourne (Victorian Hill and Dale, 1909) und erhielt  1901 den Murchison Fund der Geological Society of London für seine Arbeiten zu Graptolithen in Victoria (Australien). Sie trugen zur Klärung der Stratigraphie des Ordoviziums in Victoria bei. Er befasste sich auch mit Fossilien und Stratigraphie des Tertiär in Victoria in Zusammenarbeit mit seinem Freund George Baxter Pritchard (1869–1956).
1900 erstbeschrieb er die Gattung Psilichthys der Birgeriidae. Außerdem führte er die Stufe Darriwilium des Ordoviziums vor.
Er heiratete 1891 und hatte drei Söhne und eine Tochter. 1908 wurde er Ehrendoktor (D.Sc.) in Melbourne. Ab 1890 war er Mitglied der Royal Society of Victoria.

## Schriften
- Catalogue of the Scientific and Technical Periodical Literature in the Libraries of Victoria 1899
- Victorian Hill and Dale: A Series of Geological rambles, Melbourne: Lothian 1909